# Eisenbahngesetz 1957
Das Eisenbahngesetz 1957 (EisbG) ist ein österreichisches Bundesgesetz, in dem die Organisation des österreichischen Schienenverkehrs geregelt wird. Weiters werden darin unter anderem zahlreiche Begriffsbestimmungen aufgezählt, die Grundlage der Ausbildung von Schienenfahrzeugführern festgelegt, das Verhalten in Eisenbahnanlagen sowie die Befugnisse der Eisenbahnaufsichtsorgane geregelt.